# GANEFO
Als GANEFO (Games of the New Emerging Forces, dt.: „Spiele der neuen aufstrebenden Kräfte“) wurde eine 1963 und 1966 ausgetragene Multisportveranstaltung bezeichnet.

## Geschichte
Die Spiele waren als Gegenpol zu den Olympischen Spielen gedacht worden. Hintergrund war der Eklat um die Teilnahme von Israel und Taiwan an den Asienspielen 1962. Den Sportlern aus Israel und Taiwan wurde durch das Regime von Präsident Achmed Sukarno keine Einreisegenehmigung erteilt. Der Protest des indischen IOC-Mitglieds Guru Dutt Sondhi dagegen blieb erfolglos. Auf Initiative von Guru Dutt Sondhi wurde Indonesien in der Folge aus dem IOC ausgeschlossen. Im Folgejahr rief Indonesien daraufhin die GANEFO ins Leben, die eine Ersatz-Olympiade bilden sollte. An den Olympischen Sommerspielen 1964 konnte Indonesien nicht teilnehmen.
Die Spiele fanden 1963 in Jakarta und 1966 in Phnom Penh statt. Die chinesische Kulturrevolution verhinderte eine dritte Austragung 1969. An den ersten Ganefo nahmen 51 Nationen mit etwa 2.700 Athleten aus allen Kontinenten teil. Das IOC erklärte, dass Athleten, die an diesen Spielen teilnähmen, für die nächsten Olympischen Spiele gesperrt würden. Die Sowjetunion entsandte deswegen ein „B-Team“, die DDR startete in nichtolympischen Sportarten wie Badminton und Tennis.
An den zweiten Ganefo in Phnom Penh beteiligten sich ca. 2.000 Sportler aus 17 asiatischen Ländern. Für das Fußballturnier wurde zuvor im August 1965 ein Qualifikationsturnier in Pjöngjang ausgetragen. Mit Guinea beteiligte sich daran auch eine afrikanische Mannschaft. Da diese jedoch die Qualifikation verpasste, verblieb ein rein asiatisches Teilnehmerfeld.

## Austragungsorte
- 1963  Indonesien, Utama-Senayan-Stadion
- 1966  Kambodscha, Olympiastadion Phnom Penh